# 샨사

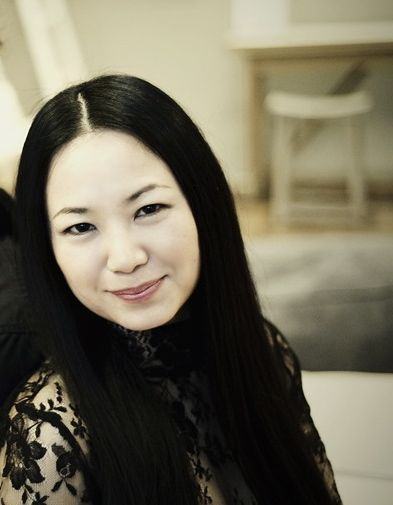

샨 사(山飒, Shan Sa, 산싸, 1972년 10월 26일-), 본명 옌니니(Yan Ni-Ni)는 중화인민공화국과 프랑스의 소설가이다. 베이징에서 태어났고 8세에 최초로 중국어로 된 시집을 발표했다. 1990년에 중국에서 프랑스어 바칼로레아를 획득했고, 천안문 사태에 충격을 받고 중국을 떠나 아버지가 있는 파리로 이주, 소르본 대학교에 들어가 철학을 공부했다.

## 작품
- 1983년 《옌니 시집(Les Poèmes de Yan Ni)》
- 1988년, 《붉은 잠자리(Libellule rouge)》, 시집
- 1989년, 《눈(Neige)》, 시집
- 1990년, 《돌아온 봄(Que le printemps revienne)》, 단편소설집
- 1997년, 《천상의 평화로의 문(Porte de la paix céleste)》, 프랑스어로 된 최초의 소설.
- 1999년, 《버드나무의 4개의 삶(Les quatre vies du saule)》, 소설. 1999년 카즈 상 수상작.
- 2000년, 《날카로운 바람과 날렵한 검(Le vent vif et le glaive rapide)》, 시집
- 2001년, 《바둑을 두는 소녀(La joueuse de go)》, 2001년 공쿠르 상 수상작.
- 2002년, 《서예가의 거울, 에세이(Le miroir du Calligraphe, essai)》, 그림 및 시.
- 2003년, 《측천무후(Impératrice)》, 2005년 페이퍼백 독자상 수상작.
- 2005년, 《음모가들(Les conspirateurs)》